# 1984년 적자 감축법
1984년 적자 감축법(영어: Deficit Reduction Act of 1984, Pub.L. 98–369, DEFRA라고도 알려짐)은 1984년 미국에서 제정된 연방법이다. 원래는 중단된 1983년 세제 개혁법의 일부였으나, 조정되어 1984년 세제 개혁법으로 재도입되었다. 하원을 통과한 후, 상원 버전과 병합되어 최종 형태로 되었다. 통칭하여 1984년 적자 감축법으로 알려진 이 법은 1984년 7월 18일 로널드 레이건 대통령에 의해 법으로 서명되었다.

## 조항 요약
미국 재무부 조세 분석국은 세금 변경 사항을 다음과 같이 요약했다.

- 예정된 순이자 면제 15% (900달러 상한) 폐지
- 소득 평균화 혜택 감소
- 면세 기관이 임대한 부동산에 대한 세금 혜택 감소
- 연방 전화 소비세 일시적 연장 (1987년까지)
- 부동산 감가상각 기간을 15년에서 18년으로 증가